# 奧利焦河
奧利焦河（俄语：Ольдё）是俄羅斯的河流，屬於亞納河的右支流，由薩哈共和國負責管轄，河道全長330公里，流域面積約16,100平方公里，發源自切爾斯基山脈，河水主要來自融雪和雨水。